# 納什梅德 (加利福尼亞州)
納什梅德（英語：Nashmead）是位於美國加利福尼亞州門多西諾縣的一個非建制地區。該地的面積和人口皆未知。

## 地理
納什梅德的座標為39°49′21″N 123°24′53″W / 39.82250°N 123.41472°W，而該地的平均海拔高度為248米（即814英尺）。